# Сарнівська сільська рада (Монастирищенський район)
Са́рнівська сільська́ ра́да — адміністративно-територіальна одиниця та орган місцевого самоврядування в Монастирищенському районі Черкаської області. Адміністративний центр — село Сарни.

## Загальні відомості
- Населення ради: 727 осіб (станом на 2001 рік)

## Населені пункти
Сільській раді підпорядковані населені пункти:
- с. Сарни
- с-ще Володимирівка

## Склад ради
Рада складається з 12 депутатів та голови.
- Голова ради: Семененко Василь Федорович
- Секретар ради: Бондарчук Валентина Миколаїівна

### Керівний склад попередніх скликань
| Прізвище, ім'я, по батькові | Основні відомості                                                                                                | Дата обрання | Дата звільнення |
| --------------------------- | --- | ------------ | --------------- |
| Хінціцька Галина Григорівна | Сільський голова, 1964 року народження, член Української Народної Партії                                         | 26.03.2006   | 31.10.2010      |
| Семененко Василь Федорович  | Сільський голова, 1967 року народження, освіта середня спеціальна, член Всеукраїнського об'єднання «Батьківщина» | 31.10.2010   |                 |

Примітка: таблиця складена за даними сайту Верховної Ради України

### Депутати
За результатами місцевих виборів 2010 року депутатами ради стали:

#### За суб'єктами висування
| Суб'єкт висування | Кількість обраних депутатів | %   |
| ----------------- | --------------------------- | --- |
| Партія регіонів   | 12                          | 100 |

#### За округами
| № округу        | Прізвище, ім'я, по батькові    | Дата визнання обраним | Освіта             | Партійна приналежність | Відомості про обраного депутата          |
| --------------- | ------------------------------ | --------------------- | ------------------ | ---------------------- | ---------------------------------------- |
| Партія регіонів |                                |                       |                    |                        |                                          |
| 1               | Бондарчук Валентина Миколаївна | 05.11.2010            | вища               | член Партії регіонів   | Сарнівська сільська рада, секре тар      |
| 2               | Кухар Петро Миколайович        | 05.11.2010            | середня спеціальна | член Партії регіонів   | тимчасово не працює                      |
| 3               | Осадчий Володимир Григорович   | 05.11.2010            | вища               | член Партії регіонів   | Сарнівсь кий НВК, вчитель                |
| 4               | Бевзюк Людмила Федорівна       | 05.11.2010            | середня спеціальна | член Партії регіонів   | Сарнівсь кий НВК, вчитель                |
| 5               | Баюрська Галина Якимівна       | 05.11.2010            | середня            | член Партії регіонів   | Сарнівська сільська рада, землевпорядник |
| 6               | Кожухов Володимир Миколайович  | 05.11.2010            | середня спеціальна | член Партії регіонів   | Сарнівсь кий НВК, завгосп                |
| 7               | Гроза Сергій Анатолійович      | 05.11.2010            | вища               | член Партії регіонів   | тимчасово не працює                      |
| 8               | Юрасова Світлана Іванівна      | 05.11.2010            | середня спеціальна | член Партії регіонів   | Сарнівська сільська рада, бухгалтер      |
| 9               | Кулик Олена Володимирівна      | 05.11.2010            | середня спеціальна | член Партії регіонів   | ДП «Халаїдівське», продавець             |
| 10              | Тимощук Таміла Миколаївна      | 05.11.2010            | середня спеціальна | член Партії регіонів   | пенсіонер                                |
| 11              | Осадчий Віталій Афанасійович   | 05.11.2010            | вища               | член Партії регіонів   | пенсіонер                                |
| 12              | Бевзюк Тетяна Валентинівна     | 05.11.2010            | середня            | член Партії регіонів   | Сарнівсь кий НВК, вихователь             |